# Amslerrooster

Een amslerrooster, gezien door een persoon met normaal zicht.

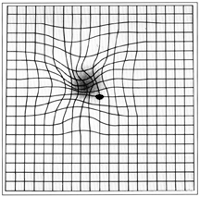
een amslerrooster, zoals het waargenomen wordt door een persoon met LMD, leeftijdsgebonden maculadegeneratie

Het amslerrooster is een rooster met horizontale en verticale lijnen, dat gebruikt wordt om het centrale gezichtsveld te testen. Het rooster is sinds 1945 in gebruik en werd ontwikkeld door Marc Amsler, een Zwitserse oogheelkundige aan de ogenkliniek van de Universiteit Zürich.  Het amslerrooster is een eenvoudig diagnose-instrument voor het detecteren van oogafwijkingen, veroorzaakt door vervormingen in het netvlies (retina), vooral aan de gele vlek (macula lutea) bij LMD of leeftijdsgebonden maculadegeneratie, of de gezichtszenuw (nervus opticus) en de verbinding met de hersenen. 
In de test kijkt de persoon met elk oog afzonderlijk naar het donkere puntje in het midden van het rooster. Patiënten met maculadegeneratie zien in het centrum golvende lijnen, of sommige lijnen lijken te ontbreken.
Amslerroosters zijn te verkrijgen bij oogartsen, optometristen, of via websites, en zijn nuttig voor een eenvoudige zelftest.
Het originele amslerrooster is zwart, op witte achtergrond. Een kleurenversie met blauw en geel rooster is gevoeliger, en kan gebruikt worden om een hele reeks gezichtsstoornissen te detecteren.